# Pièce de 1 cent Lincoln

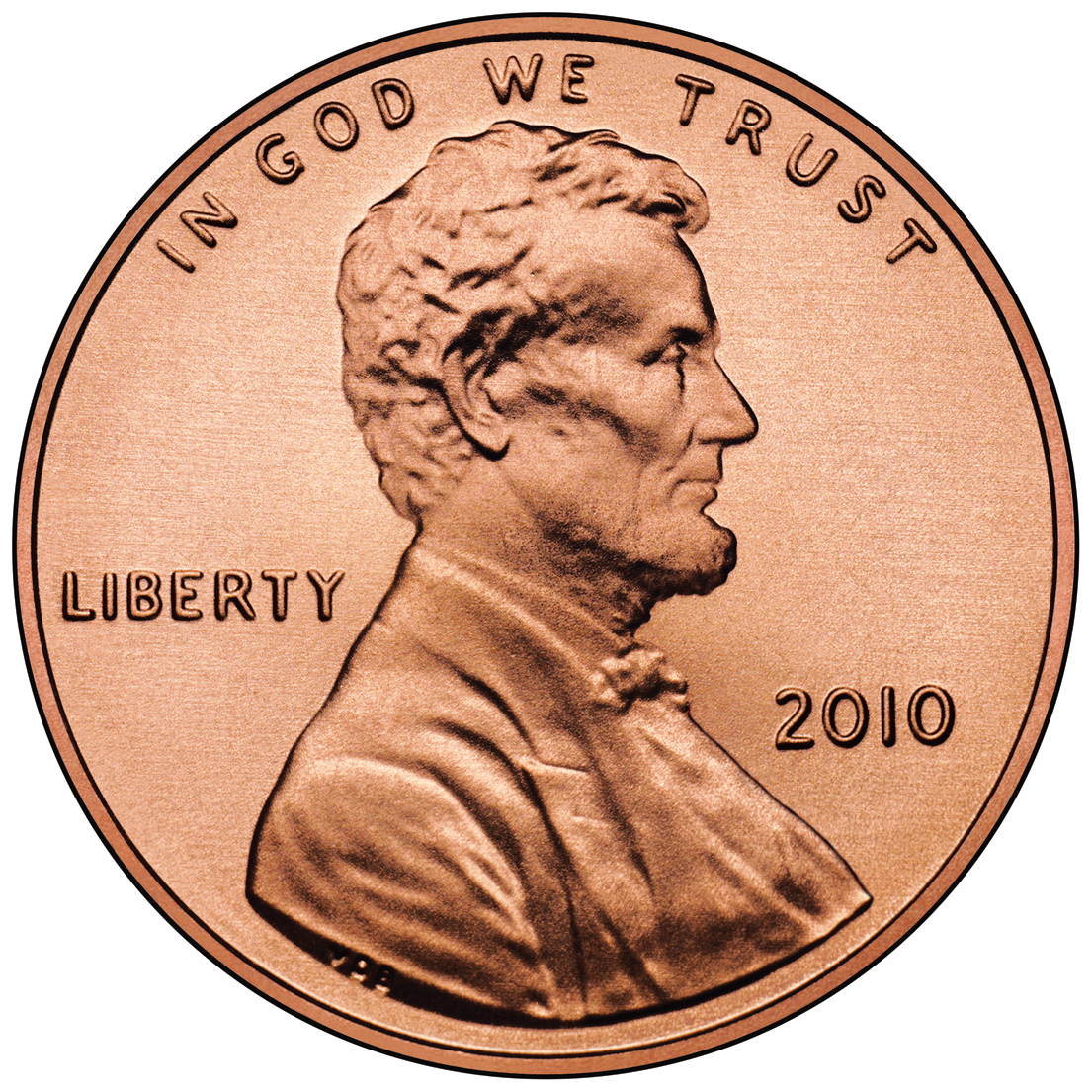
Le Lincoln cent, avers (2010).

Le cent « Lincoln », également connu sous le nom de penny « Lincoln », est une pièce de monnaie américaine, d'une valeur d'un cent, produite par la United States Mint à partir de 1909. L'avers, soit la face de la pièce, est à l'effigie d'Abraham Lincoln, le revers, représentant deux épis de blé en miroir. 
L'avers et le revers de la pièce sont initialement l'œuvre de Victor David Brenner. 
En 1959, le revers est modifié, remplacé par un motif dessiné par Frank Gasparro (signant des initiales FG), représentant le Lincoln Memorial.
La série des cents du bicentenaire de Lincoln a été produite en 2009 et déclinée sous 4 versions.
Le revers est de nouveau modifié en 2010, par une représentation de l'Union Shield dessinée par Lyndall Bass et Joseph F. Menna (initiales LB et JFM), motif central extrait du Grand sceau des États-Unis.

## Composition métallique
- 1909 - 1942 : bronze, poids = 3,11 g
- 1943 - 1944 : acier, poids = 2,70 g
- 1945 - 1982 : bronze, poids = 3,11 g
- 1983 - ... : zinc plaqué cuivre, poids = 2,5 g

En 1974, l'US Mint fait frapper une pièce de 1 cent en aluminium, pour un tirage expérimental de 1 579 324 exemplaires, puis les fait détruire.